# Яковлев, Сергей Александрович
Сергей Александрович Яковлев (25 сентября [7 октября] 1878, Черемхово, Иркутская область — 16 октября 1957, Ленинград) — русский и советский учёный-геолог, профессор (1921), один из организаторов и первый учёный-секретарь Комиссии по изучению четвертичного периода (1927—1936), специалист по четвертичной геологии.

## Биография
Родился 25 сентября (7 октября) 1878 года в селе Черемхово, Иркутской губернии.

### Образование
В 1898 году окончил иркутскую мужскую гимназию с золотой медалью.
В 1903 году окончил Императорский Санкт-Петербургский университет. Был оставлен на кафедре геологии для подготовки к профессорскому званию.
Студентом начал самостоятельные научные исследования и написал работу о диабазовых массивах юго-западного побережья онежского озера, за которую был награждён премией Ученым советом Университета.
Студентом сидел в тюрьме за участие в революционном движении.
В 1917 году был на юго-западном фронте начальником санитарно-транспортного отряда и госпиталя.

### Преподавательская работа
С 1908 года возглавил кафедру геологии и минералогии в Лесном институте, после Н. Н. Кокшарова.
С 1910 года читал курс геологии и минералогии на Высших сельско-хозяйственных курсах имени Стебута.
В 1921—1938 — профессор Ленинградской лесотехнической академии. Чтение курса геологии для будущих лесоводов потребовало углублённого изучения поверхностного покрова земной коры — четвертичных отложений. Целеустремленная и неустанная работа в этом направлении сделала С. А. Яковлева одним из создателей школы геологов-четвертичников в Ленинграде и СССР.

### Работа геологом
В 1918—1920 году проводил горные и геологические обследования Северного Кавказа, и курортного края (Анапа-Сочи).
В 1922 году работал в Ленинградском Гидрологическом институте. Принимал участие в организации 1-го Всесоюзного геологического съезда и проводил геологические экскурсии.
В 1923 году участвовал в Олонецкой геологической экспедиции, где заболел острой формой туберкулёза, и долго лечился.
В 1928 году — старший геолог Геологического комитета, начальник отдела военной геологии.
В 1942—1944 годах — руководитель группы геологов на Картфабрике Госгеолиздата для Ленинградского фронта.
Участвовал в проектных работах Беломорстроя, Свирьстроя, Невостроя, Метро Москвы и Ленинграда, Кама-Печорского канала, Тихвинского алюминиевого комбината, ГЭС и других объектов.

### Изучение четвертичной геологии
Чтение лекций по геологии в лесном и сельско-хозяйственном вузах (с 1908—1910 годов) потребовало углублённого изучения четвертичных геологических отложений.
В 1927—1936 годах учёный секретарь Комиссии по изучению четвертичного периода в Ленинграде.
С 1930 года работал заведующим бюро съёмки четвертичных отложений в реорганизованном из Геолкома Институте геологической карты (позднее ВСЕГЕИ).
В 1932 году ко 2-й международной конференции Ассоциации по изучению четвертичного периода, проходившей в СССР, был руководителем и редактором выпуска первой обзорной карты четвертичных отложений Европейской части СССР и сопредельных территорий в масштабе 1 : 2 500 000. Конгресс принял решение об издании карты четвертичных отложений Европы в масштабе 1:1 500 000. К 1941 году было издано 4 листа «Международной карты четвертичных отложений Европы».
В 1934 году был удостоен учёной степени доктора геолого-минералогических наук, без защиты диссертации.
Развивал идею многократности покровных оледенений на Европейской части СССР — полигляциолист. Доказывал 6 достоверных и 2 предположительных оледенения Русской равнины, исходивших из скандинавского, новоземельского и уральского центров оледенения.
Во время Великой Отечественной войны оставался в блокированном Ленинграде и, несмотря на тяжёлые условия жизни, написал большой труд «Стратиграфия ледниковых отложений Печорской и Верхнекамской низменностей и оледенения Урала».
С 1944 года — заведующий отделом четвертичной геологии ВСЕГЕИ.

### Репрессии
В 1949 году привлекался МГБ СССР по следственному делу. Обвинялся обратным числом в «шпионских побуждениях», что в выступлениях в 1930-х годах на заседаниях Комиссии по изучению четвертичного периода он раскрыл секретные сведения. В «Следственном деле Р-24208» было указано, что впоследствии «область четвертичной геологии была признана секретной» и потому «часть материалов Яковлева через свои доклады была расшифрована и оказалась за границей».
15 октября был сбит мотоциклом, скончался 16 октября 1957 года в 4 часа утра в Ленинграде. Похоронен на Комаровском некрополе, в могиле c О. М. Яковлевой (1875—1957, актриса).

## Награды и премии
- 1926 — Почётный отзыв имени А. И. Антипова РМО
- 1943 — Медаль «За оборону Ленинграда»
- 19?? — Орден Ленина[когда?]
- 19?? — Орден «Трудового Красного Знамени»[когда?]

## Членство в организациях
- 1910 — Императорское Санкт-Петербургское минералогическое общество[14]
- 1927 — Принял участие в организации Комиссии по изучению четвертичного периода, учёный секретарь Комиссии (1927—1936).
- 1933 — Генеральный секретарь международной редакционной комиссии по составлению карты четвертичных отложений Европы масштаба 1: 1 500 000 (1933—1941).
- 1936 — Член президиума Советской секции INQUA, вице-президент (1941).

## Память
- 1953 — Портрет работы художника C. Б. Эпштейна.